# Lucia Broccadelli da Narni
Lucia Broccadelli, nota anche come Lucia da Narni (Narni, 13 dicembre 1476 – Ferrara, 15 novembre 1544), è stata una mistica e suora domenicana italiana, venerata come beata dalla Chiesa cattolica.

## Biografia e culto
Dopo tre anni di matrimonio spirituale con il conte Pietro di Alessio, Lucia, nel 1494 a Narni, ricevette l'abito delle terziarie Domenicane e nel 1496 avrebbe ricevuto anche le stigmate a Viterbo. Fu consigliere del duca di Ferrara, Ercole I d'Este, dal 1499 fino alla morte del Duca, avvenuta nel 1505. Fu fondatrice e superiora dei monasteri di S. Domenico di Viterbo (1496) e S. Caterina da Siena della città di Ferrara (1501). Trascorse gli ultimi trentanove anni della sua vita sopportando grandi sofferenze.
Il 26 maggio 1935, 391 anni dopo la sua morte, il suo corpo era stato solennemente restituito alla sua città natale di Narni.
Resta tuttora famosa a Viterbo, Narni e Ferrara per la sua purezza d'animo e per la fede da lei dimostrata.
Documento particolarmente significativo della sua storia personale e mistica, L'Autobiografia della Beata Lucia, composta otto mesi prima della sua morte nel 1544 e considerata perduta, è stata recentemente scoperta a Bologna con il titolo: Vita della Beata Lucia da Narni domenicana : copiata dall'Autografo della detta beata. È stata pubblicata a Roma nell'aprile 2011 da E. Ann Matter e Gabriella Zarri in un libro dal titolo: Una mistica contestata: la Vita di Lucia da Narni tra agiografia e biografia.

## Influenza culturale

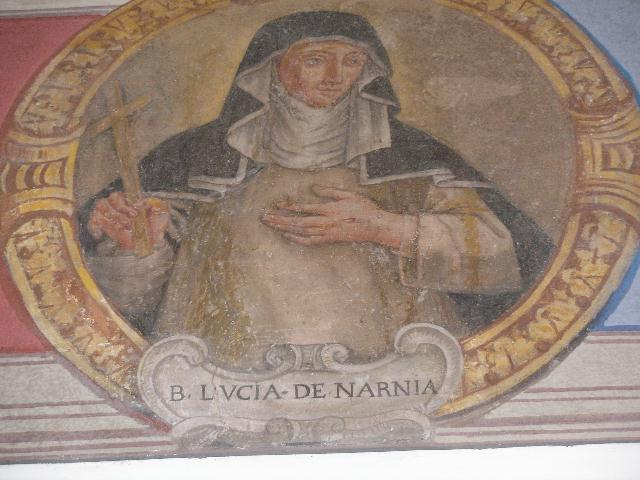
Ritratto della Beata Lucia a Narni

La figura della religiosa ha una parte importante nel romanzo Il principe delle volpi di Samuel Shellabarger.